# Edward Barrett, 1. Lord Barrett of Newburgh
Edward Barrett, 1. Lord Barrett of Newburgh, PC, Bt (* 21. Juni 1581; † Dezember 1644) war ein englischer Staatsmann. Er war zwischen 1628 und 1629 Schatzkanzler sowie von 1629 bis zu seinem Tode 1644 Kanzler des Herzogtums Lancaster.

## Leben

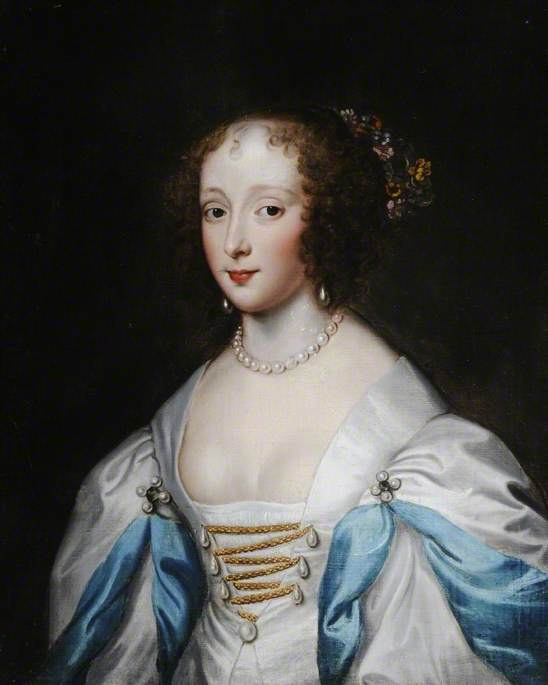
Jane Carey war zwischen 1608 und 1632 die erste Ehefrau von Edward Barrett, 1. Lord Barrett of Newburgh (Gemälde von Cornelius Johnson).

Edward Barrett war der älteste Sohn von Charles Barrett, Gutsherr von Belhouse in Essex, und Christian Mildmay, deren Vater Sir Walter Mildmay zwischen 1566 und 1589 ebenfalls Schatzkanzler war. Er wurde in Aveley in Essex getauft und schloss am 17. März 1597 ein Studium am Queen’s College der University of Oxford ab. 1602 erhielt er seine anwaltliche Zulassung als Barrister bei der Anwaltskammer Anwaltskammer von Lincoln’s Inn. 1605 gehörte er zu einer Delegation unter Leitung von Charles Howard, 1. Earl of Nottingham, bei den Friedensverhandlungen mit Spanien. Am 17. April 1608 wurde er von König Jakob I. zum Knight Bachelor geschlagen, so dass er fortan das Prädikat „Sir“ führte. 1614 wurde er als Nachfolger von Thomas Brookes erstmals ins englische House of Commons gewählt und vertrat zusammen mit Sir Richard Paulet bis 1621 das Borough Whitchurch in Hampshire. Von 1621 bis 1622 war er  gemeinsam mit Robert Killigrew als Abgeordneter für das Borough Newport in Cornwall Mitglied des House of Commons. 1625 wurde er Botschafter in Frankreich. Am 17. Oktober 1627 wurde er als Lord Barrett of Newburgh, of Newburgh in the County of Fife, in den erblichen Adelsstand der Peerage of Scotland erhoben, wenngleich die Erhebung nicht im Great Seal Register verzeichnet ist. Mit diesem Titel war ein Sitz im schottischen Parlament verbunden.
Barrett wurde am 10. Juli 1628 ins englische Privy Council aufgenommen sowie am 15. August 1628 als Nachfolger von Richard Weston zum Schatzkanzler (Chancellor of the Exchequer of England) ernannt. Dieses Amt bekleidete er bis 1629 und wurde daraufhin von Francis Cottington, 1. Baron Cottington, abgelöst. Am 2. Oktober 1628 wurde ihm in der Baronetage of Nova Scotia der erbliche Titel eines Baronet, of Newburgh in the County of Fife, verliehen und zugleich erhielt er die Bewilligung eines Grundbesitzes von 6.457 Hektar (16.000 Acre) in Nova Scotia. Seine Planungen einer Expedition nach Nordamerika, um diese Ländereien tatsächlich in Besitz zu nehmen und zu besiedeln, wurden jedoch nie ausgeführt. Am 16. April 1629 löste er Humphrey May als Kanzler des Herzogtums Lancaster ab und verblieb bis zu seinem Tode im Dezember 1644 in diesem Amt, woraufhin Francis Seymour, 1. Baron Seymour of Trowbridge seine Nachfolge antrat. Er war des Weiteren zwischen 1641 und 1643 auch Lord des Schatzamtes.
Edward Barrett war zwei Mal verheiratet. 1608 heiratete er in erster Ehe die im Dezember 1632 verstorbene Jane Cary, deren Vater Sir Edward Carey im königlichen Haushalt zwischen 1595 und 1603 Verwalter der Juwelen (Master of the Jewel Office) war. Im August 1635 heiratete er in zweiter Ehe Catherine Fenn, Tochter des Londoner Kaufmanns Hugh Fenn. Nach seinem Tod im Dezember 1644 wurde er am 2. Januar 1645 in Aveley in Essex beigesetzt. Da keine Nachkommen hinterließ, erloschen seine Adelstitel mit seinem Tod.